# Выборы в ландтаг Рейнланд-Пфальца 2001
Выборы в ландтаг Рейнланд-Пфальца 2001 года состоялись 25 марта, одновременно с выборами в Баден-Вюртемберге. Победу одержала Социал-демократическая партия Германии (SPD), и социально-либеральная коалиция во главе с премьер-министром Куртом Беком продолжила существовать.

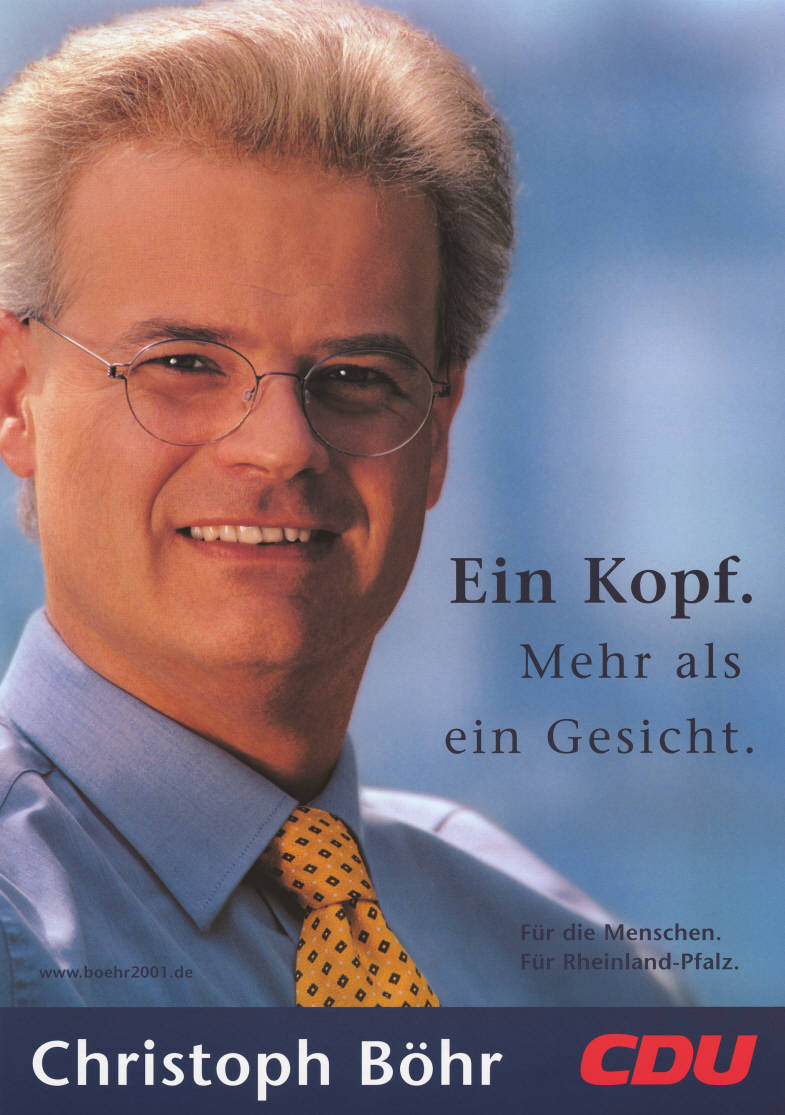
Плакат Христианско-демократического союза (CDU)

## Начальное положение
С 1991 года ландтаг возглавляла социально-либеральная коалиция, состоящая из Социал-демократической партии Германии (SPD) и Свободной демократической партии (FDP), которую изначально возглавлял Рудольф Шарпинг, а с 1994 года — Курт Бек.

## Результаты выборов
Распределение мест после выборов 2001 года
Выборы в ландтаг состоялись 25 марта 2001 года. Участие в выборах приняло 13 партий.
- Общее количество избирателей: 3 025 090;
- Количество явившихся избирателей: 1 879 960;
- Явка избирателей: 62,15 %, из них:
  - действительные голоса за избирательный округ: 1 817 920;
  - действительные национальные голоса: 1 833 846;

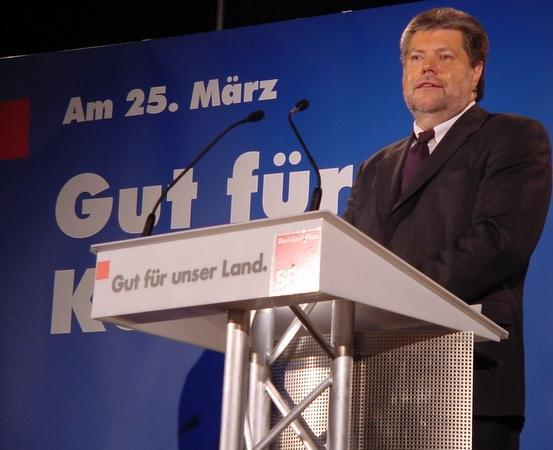
Премьер-министр Рейнланд-Пфальца — Курт Бек

- Всего мест: 101.

| Партия                      | Партия                                       | Голоса за избирательный округ | Голоса за избирательный округ | Прямые места | Национальные голоса | Национальные голоса | Мест | Изменений |
| --------------------------- | -------------------------------------------- | ----------------------------- | ----------------------------- | ------------ | ------------------- | ------------------- | ---- | --------- |
| Партия                      | Партия                                       | Количество                    | %                             | Прямые места | Количество          | %                   | Мест | Изменений |
|                             | Социал-демократическая партия Германии (SPD) | 789 660                       | 43,44                         | 30           | 820 610             | 44,75               | 49   | ▲6        |
|                             | Христианско-демократический союз (CDU)       | 723 214                       | 39,78                         | 21           | 647238              | 35,29               | 38   | ▼3        |
|                             | Свободная демократическая партия (FDP)       | 134 729                       | 7,41                          |              | 143 427             | 7,82                | 8    | ▼2        |
|                             | Зелёные                                      | 92 702                        | 5,10                          |              | 95 567              | 5,21                | 6    | ▼1        |
|                             | Свободные избиратели Рейнланд-Пфальца (FWG)  | 46 740                        | 2,57                          |              | 46 549              | 2,54                |      |           |
|                             | Республиканцы (REP)                          | 23 417                        | 1,29                          |              | 44 586              | 2,43                |      |           |
| Недействительных бюллетеней | Недействительных бюллетеней                  | 62 040                        | 3,3                           | -            | 46 114              | 2,4                 | -    | -         |
| Всего                       | Всего                                        | 1 817 920                     | 100                           | -            | 1 833 846           | -                   | 101  | -         |

## После выборов
После выборов социально-либеральная коалиция обладала большинством в ландтаге и Свободная демократическая партия (FDP) решила остаться в ней.